# Zegar

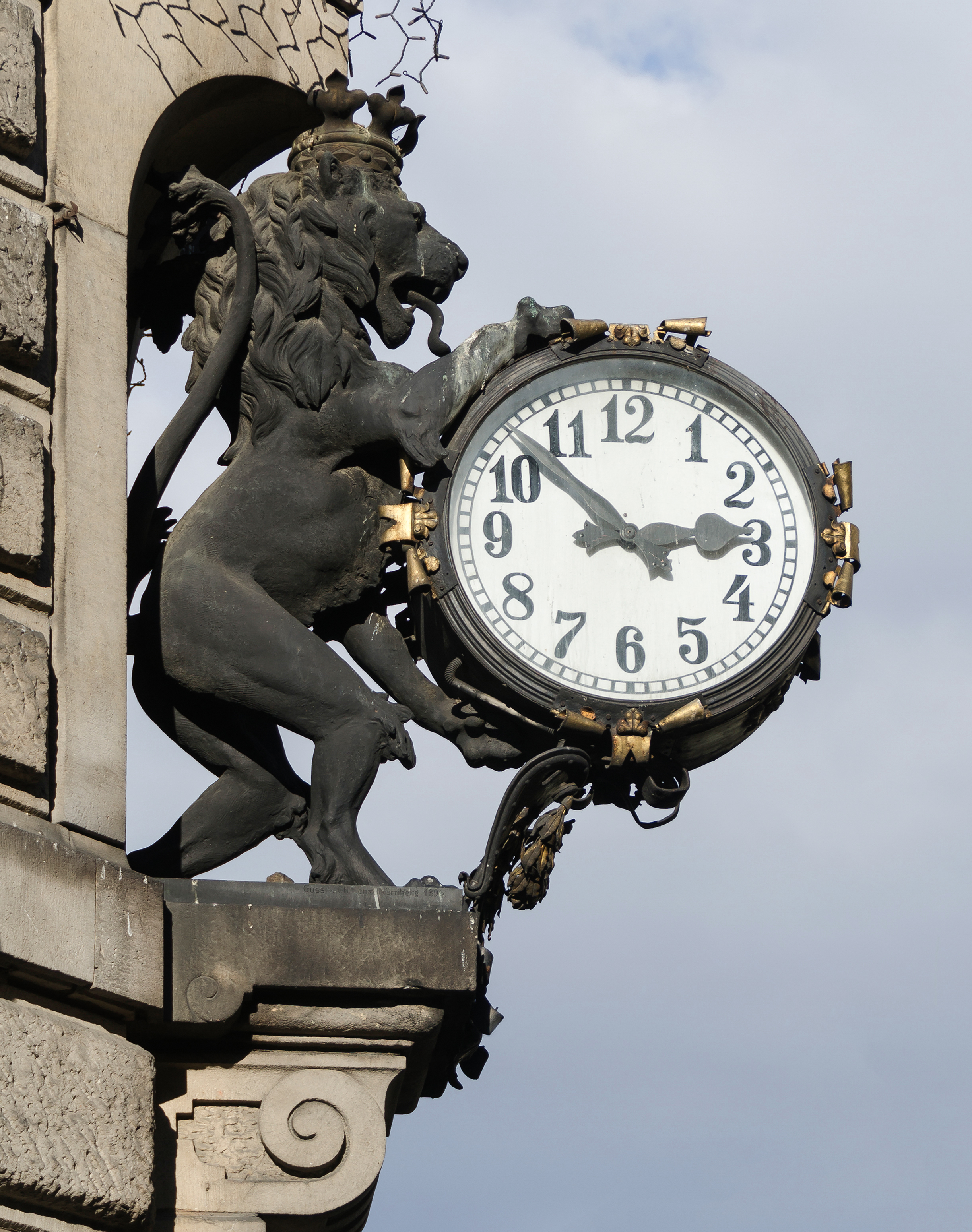
Zegar na ratuszu w Kłodzku

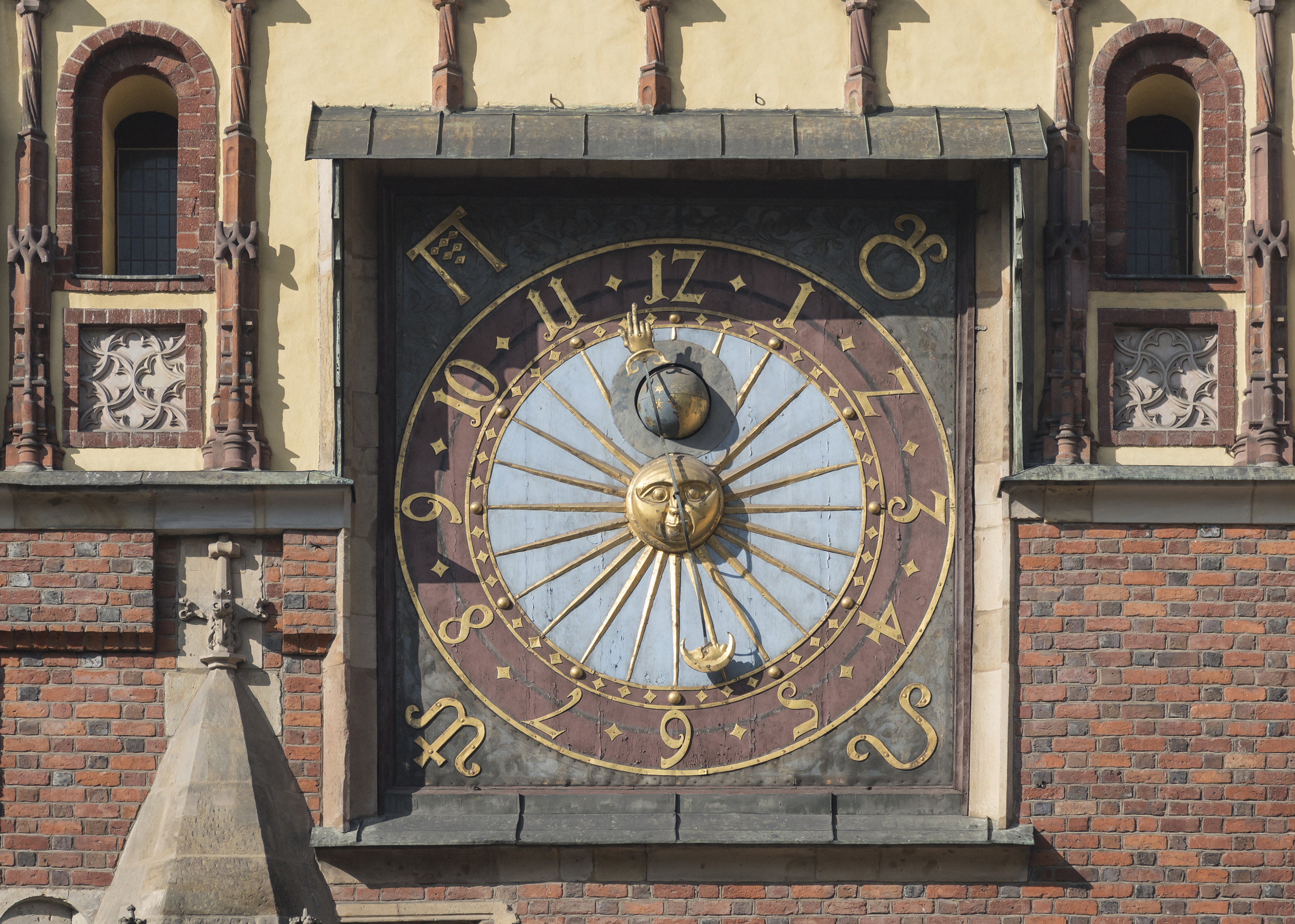
Zegar astronomiczny we Wrocławiu

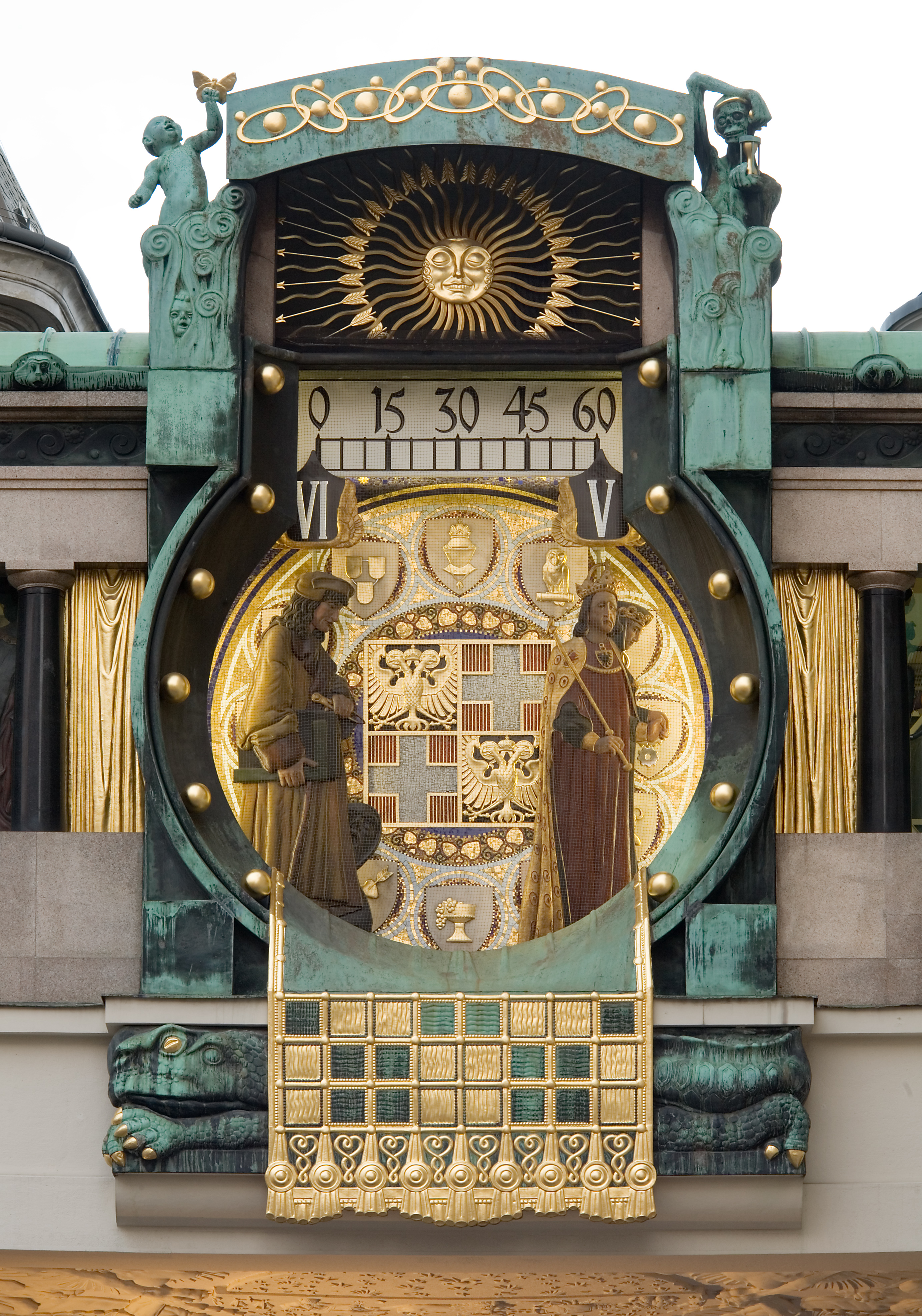
Ankeruhr w Wiedniu

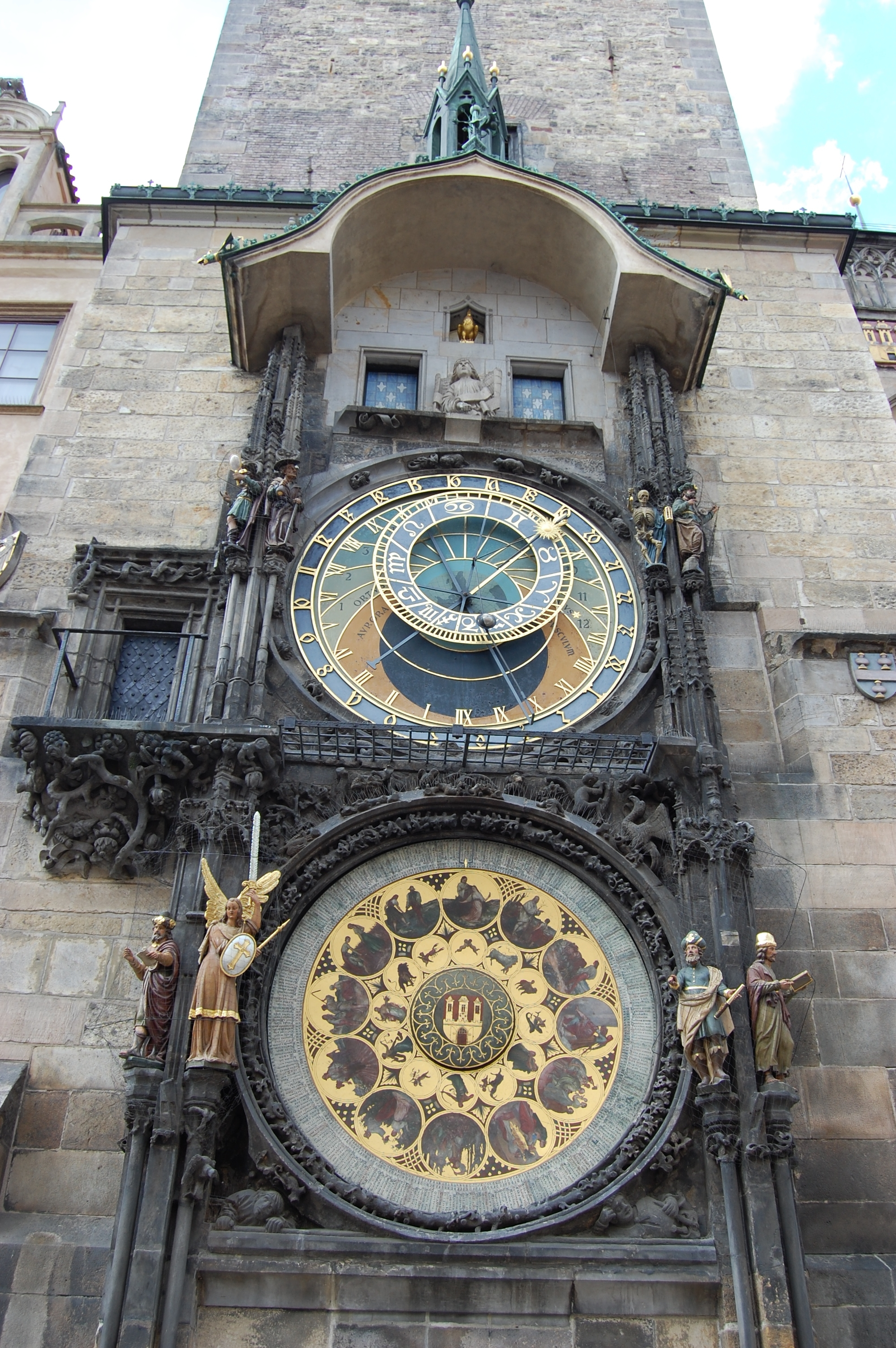
Orloj w Pradze

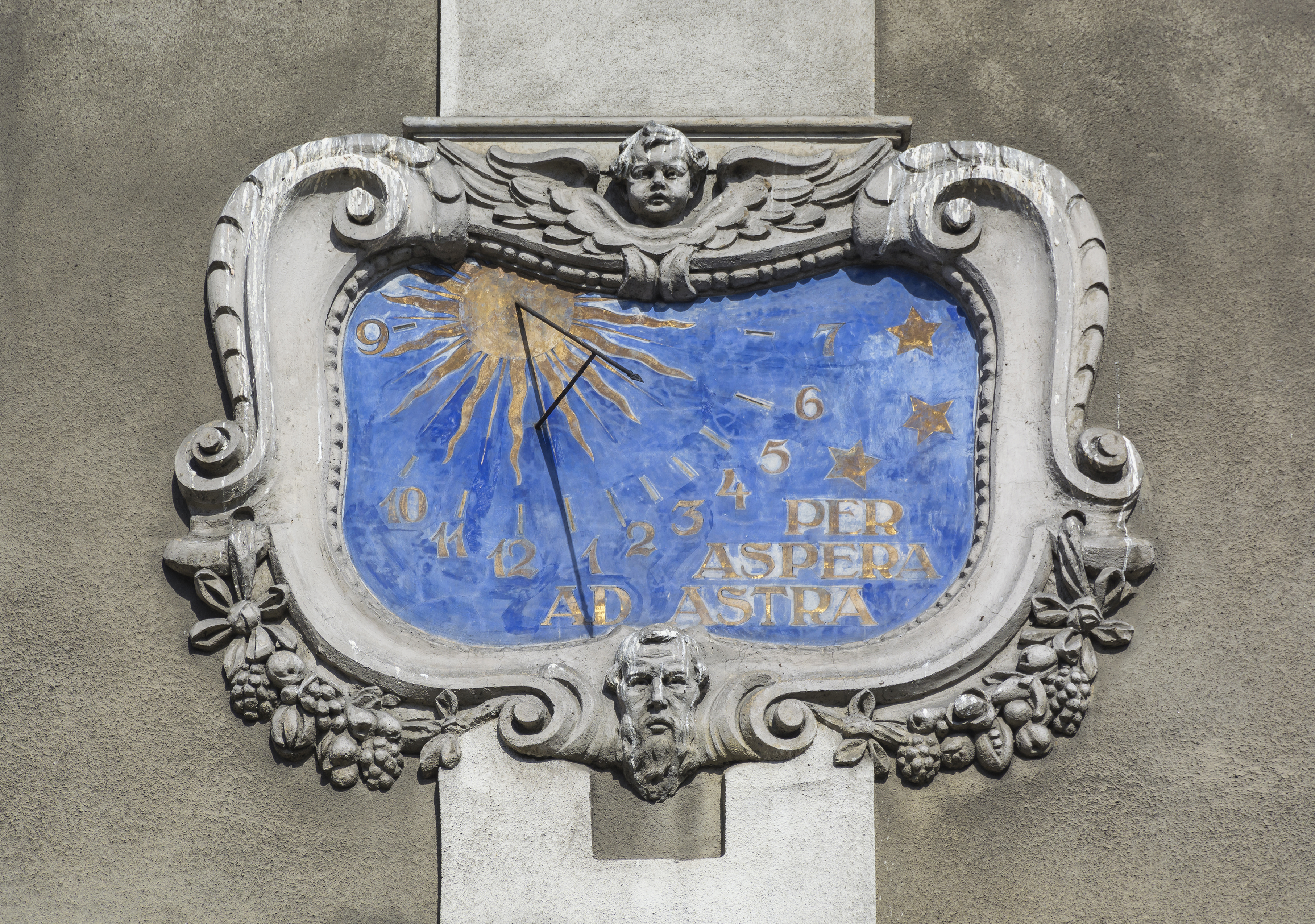
Zegar słoneczny

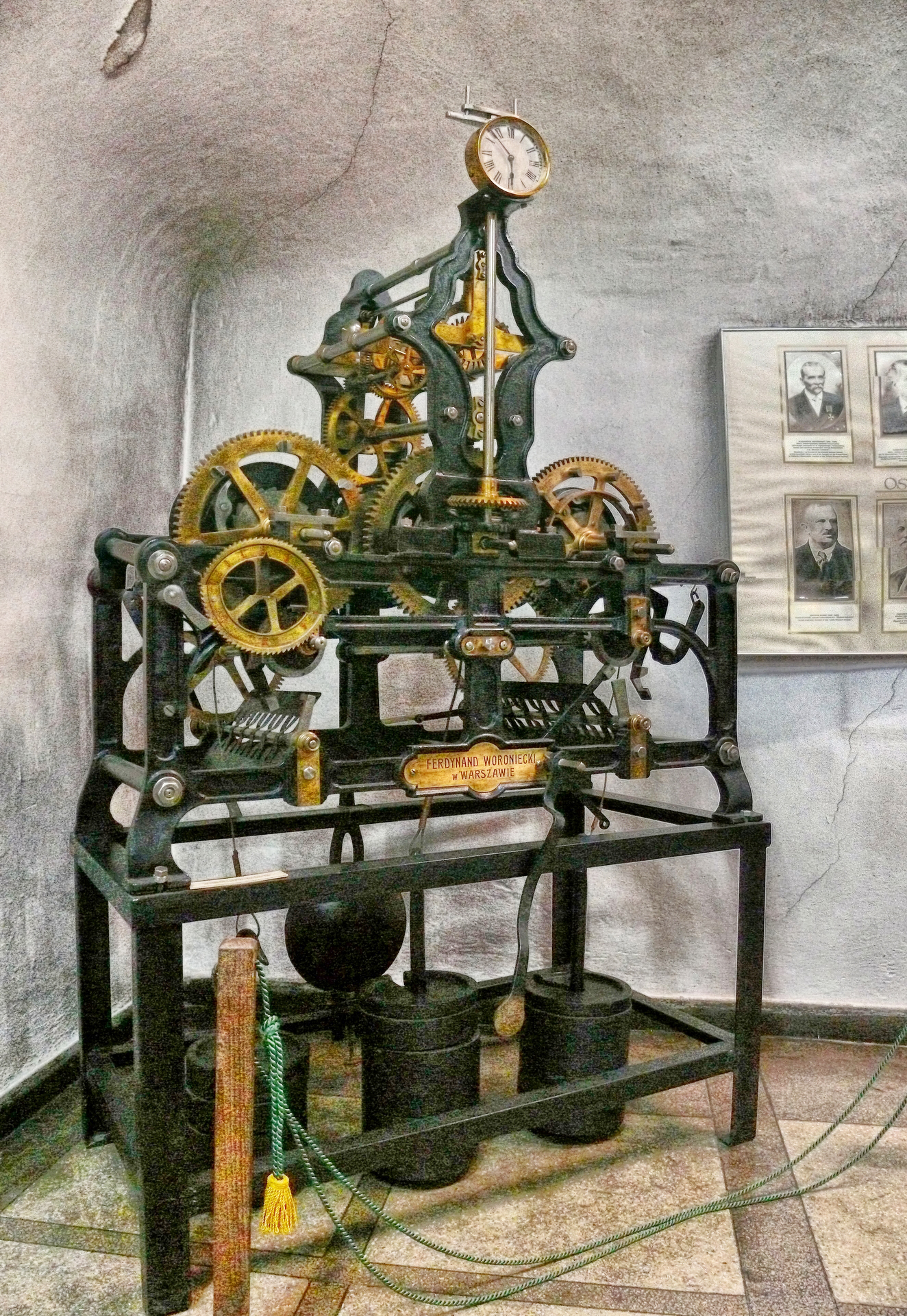
Mechanizm zegara na Bramie Krakowskiej w Lublinie

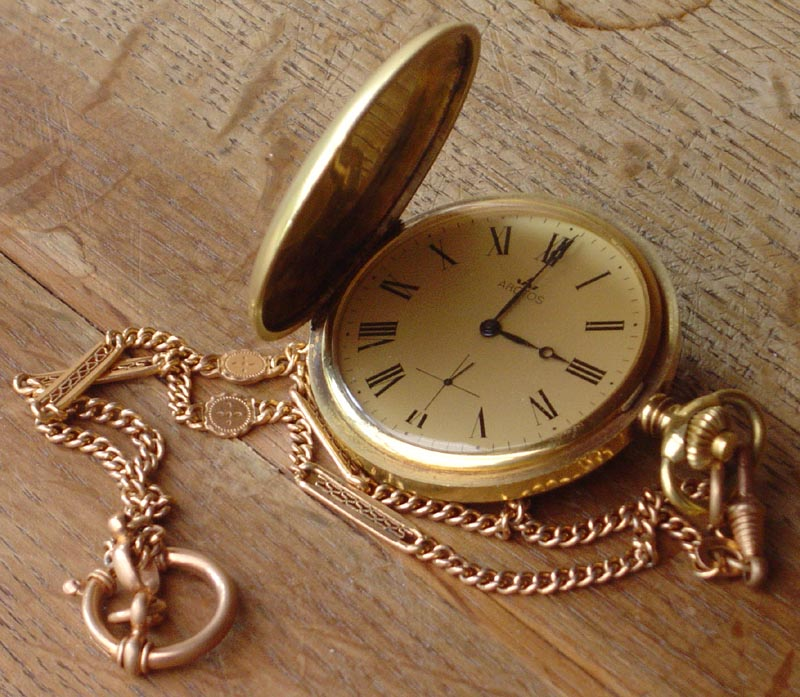
Zegarek kieszonkowy

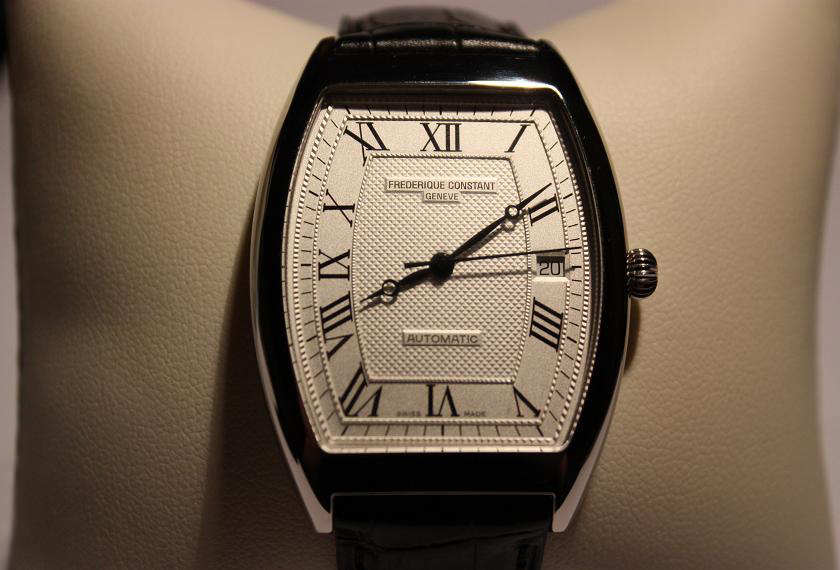
Zegarek naręczny

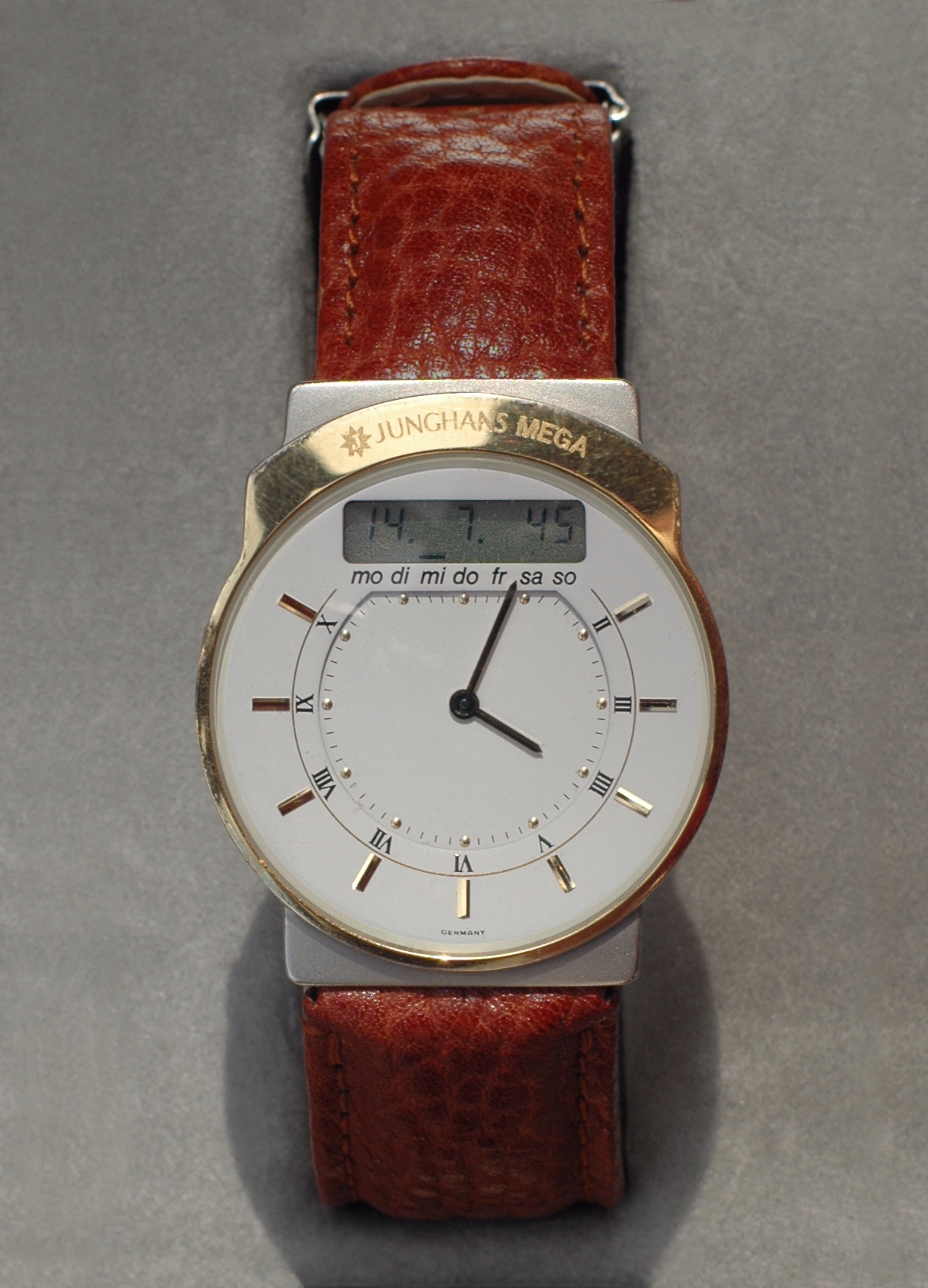
Pierwszy zegarek synchronizowany falami radiowymi, Junghans mega (analog)

Zegar – przyrząd do ciągłego pomiaru czasu.
Ze względu na rozmiary i umiejscowienie czasomierze dzieli się na trzy grupy:
1. Zegary wielkie
- wieżowe
- uliczne
- dworcowe

2. Zegary
- astronomiczne
- domowe (stołowe, np. zegary kaflowe, wiszące np. zegary obrazowe)
- pojazdowe

3. Zegarki
- kieszonkowe
- naręczne
- pierścionkowe i zdobnicze
- smartwatche.

Zegary można podzielić na wykorzystujące do wskazań tarczę i wskazówki oraz np. symbole faz księżyca oraz cyfrowe – wykorzystujące do wskazań wyświetlacze ciekłokrystaliczne lub diodowe.
W zegarach powszechnego użytku wskazania obejmują najczęściej godziny, minuty i sekundy. W niektórych zegarach i zegarkach stosowany jest także system kalendarzowy do wskazywania dni tygodnia, dat, faz Księżyca itp. W zegarach specjalistycznych stosuje się mechanizmy wskazywania i rejestracji czasu z dokładnością do ułamków sekundy.

## Rodzaje zegarów
Ze względu na metodę pomiaru lub przedstawiania czasu zegary można podzielić na:
- oparte na zjawiskach naturalnych i prostych zjawiskach fizycznych:
  - słoneczny
  - księżycowy
  - wodny
  - piaskowy (klepsydra)
  - ogniowy (świeca)
  - oliwny
- oparte na bardziej skomplikowanych mechanizmach i zjawiskach fizycznych:
  - mechaniczny (niekiedy będący zegarem szkieletowym)
    - wahadłowy
    - balansowy

  - elektryczny
  - elektroniczny
    - kwarcowy
    - synchronizowany falami radiowymi z zegarem wzorcowym (DCF77)

  - atomowy
  - pulsarowy

Podział uwzględniający format wskazywania czasu:
- analogowy
- cyfrowy
- binarny

Podział uwzględniający sposób wskazywania czasu:
- wskazówkowy
- diodowy
- ciekłokrystaliczny
- klapkowy (posiada zazwyczaj plastikowe kartki, stosowany jest czasem np. na dworcach)
- projekcyjny (mały projektor wyświetla czas np. na ścianie lub suficie)
- dźwiękowy (po naciśnięciu przycisku godzina oznajmiana jest przez system dźwięków repetiera lub wypowiadana z głośnika)
- dotykowy (np. naręczny zegarek wskazówkowy dla niewidomych)

## Zastosowanie
Zegary wykorzystywane są do mierzenia i wskazywania czasu w różnych celach:
- w astronomii (zegary astronomiczne i zegary atomowe)
- w ogólnym użyciu codziennym (zegary domowe, budziki, minutniki, zegarki, zegary wieżowe, zegary dworcowe itp.)
- w sporcie (stopery, zegary szachowe, zegary gołębiarskie)
- w nawigacji i żeglarstwie (chronometry, zegary wachtowe)
- w urządzeniach samoczynnych (zegary systemowe komputerów, programatory pralek itp.)
- jako włączniki i wyłączniki (zamek czasowy)

## Budowa
Podstawowa budowa zegara obejmuje cztery zasadnicze segmenty:
- źródła napędu (np. bateria wraz z silnikiem, sprężyna, obciążniki) powodujące działanie zegara
- regulatory chodu (np. wahadło, balans, generator kwarcowy) wywołujące okresowe impulsy
- liczniki cykli (przekładnie zębate, sumator) zliczające impulsy regulatora.
- wskaźniki i sygnalizatory (np. wyświetlacze, wskazówki: godzinowa, minutowa i sekundowa; gongi i pozytywki) przekazujące użytkownikowi informacje o upływie czasu.

## Kalendarium
Kalendarium rozwoju zegarów:
- zegar słoneczny
- 2700 p.n.e. – zegar wodny i piaskowy (klepsydra)
- 1500 p.n.e. – W Heliopolis powstają tzw. iglice Kleopatry
- 630 p.n.e. – W Asyrii zbudowano publiczne zegary wodne
- 380 p.n.e. – Platon zbudował zegar wodny z budzikiem
- 50 p.n.e. – w Rzymie użyto greckich obelisków jako zegary słoneczne
- 724 – zegar mechaniczny Liang Lingzan – Chiny
- 1090 – astronomiczny zegar wodnomechaniczny Su Songa – Chiny
- XIV wiek – znane były mechaniczne zegary wieżowe[4]
- połowa XIV wieku – większość liczących się miast w Europie miała zegary mechaniczne[5]
- 1364 – data wydania pierwszego szczegółowego opisu mechanizmu zegarowego autorstwa Giovanni da Dondi
- 1425 – zbudowano udoskonalony zegar słoneczny (ze wskazówką równoległą do osi Ziemi)
- 1450 – wynaleziono zegar z napędem sprężynowym
- 1510 – zegarek kieszonkowy – Peter Henlein
- 1657 – zegar wahadłowy – Ch. Huygens, A. A. Kochański
- 1676 – wskazówka minutowa – Daniel Quare, R. Hooke wynalazł wychwyt hakowy do zegarów wahadłowych
- 1680 – wskazówka sekundowa
- 1695 – wychwyt cylindrowy – T.Tompion
- 1704 – zastosowanie pierwszych „kamieni zegarkowych” – N. Fatio
- 1715 – kotwicowy wychwyt spoczynkowy – G. Graham
- 1722 – zastosował wychwyt kotwicowy do balansu – J. Hautefeuilles
- 1726 – wahadło z kompensacją temperaturową – J. Harrison
- 1730 – pierwszy zegar z kukułką
- 1748 – wychwyt chronometrowy – P. Le Roy
- 1755 – ulepszenie swobodnego wychwytu kotwicowego – T. Mudge
- 1756 – zegarek kieszonkowy z naciągiem automatycznym
- 1761 – chronometr okrętowy – John Harrison, zegar astronomiczny wskazujący m.in. ruchy planet i ich satelitów – M. Hahn
- 1810 – zegarek naręczny – Breguet (zegarki)
- 1824 – w Genewie powstała pierwsza szkoła zegarmistrzowska
- 1825 – ulepszono wychwyt kotwicowy swobodny – G. A. Leschot
- 1839 – założenie w Genewie pierwszej fabryki zegarków – A. Patek i F. Czapek
- 1842 – pierwsze zegarki nakręcane koronką zamiast kluczykiem
- 1850 – zastosowanie sprężyny balansowej z tzw. krzywą końcową – A.L. Breguet
- ok. 1860 – zegar elektromagnetyczny – Matthias Hipp
- 1905 – w USA po raz pierwszy nadano radiowy sygnał czasu
- 1923 – zegarek naręczny z naciągiem automatycznym
- 1927 – zegar kwarcowy
- 1949 – zegar atomowy
- 1957 – produkcja zegarków naręcznych z regulatorem kamertonowym
- 1973 – zegarki kwarcowe z ciekłokrystalicznym urządzeniem wskazującym
- 2011 – zegar pulsarowy

## Historia
W okolicach 1000 roku, późniejszy papież Sylwester II, zbudował w Magdeburgu, pierwszy zegar z obciążnikiem i mechanizmem bicia. Wzorem tej budowli, rozpowszechniły się w XIV wieku zegary wieżowe. Pierwsze tego typu zegary, nie posiadały tarcz i wskazówek, a czas sygnalizowało bicie dzwonu. Zegary wieżowe powstały we Włoszech (Mediolan 1335 rok, Padwa 1344 rok) i Polsce (Kraków 1364 rok, Wrocław 1368 rok, Toruń 1385 rok), wcześniej niż we Francji (Paryż 1370 rok) i Rosji (Moskwa 1404 rok).
W roku 1510, niemiecki ślusarz Peter Henlein, skonstruował pierwszy przenośny zegarek, stosując przy jego mechanizmie małą sprężynę do napędu. Ten rodzaj zegarka stał się wzorem w całej Europie, a szczególne upodobanie odnalazł w Genewie. Do wolnego miasta jakim była Genewa, wiódł szlak dla ludzi którzy z Francji i Niemiec szukali azylu przed prześladowaniami religijnymi. Również pojawiło się tam wielu konstruktorów zegarków. W 1686 r. w Genewie pracowało niespełna 700 zegarmistrzów, a w końcu XVIII w. dziedzina ta dawała już utrzymanie 6 tys. ludzi.
W roku 1637 Galileusz odkrył ruch wahadłowy. Stwierdził, że okres wahań wahadła jest niezmienny. Spostrzeżenie to natchnęło go do dalszych badań nad wahadłami o różnych długościach. W wyniku doświadczeń Galileusz ustalił drugie prawo „czas trwania wahań zależy od długości wahadła”, czyli im wahadło jest dłuższe, tym dłuższy jest okres wahań.”
W 1657 roku Christian Huygens dokonał zbudowania pierwszego dokładnego zegara wahadłowego, na podstawie swojej teorii wahadła. Wprowadził do niego spiralny włos, co skutkowało wzrostem dokładności chodu i w przyszłości wprowadzenia wskazówki minutowej.
Przez sto następnych lat powstało wiele dzieł sztuki zegarmistrzowskiej. Wśród nich był zegar z wychwytem kotwicowym, uznany za najważniejszy wynalazek w zegarmistrzostwie od czasu wynalezienia włosa. Do tej pory osie przekładni zegarowej pracowały w metalowych łożyskach, co wpływało na zużycie części i utratę dokładności. Zegarmistrz Fatio wpadł na pomysł zastosowania rubinu jako łożyska, zarówno na końcu czopa, jak i w otworze płyty. Wprowadzony również został do użytku i produkcji zegarek automatyczny. Był on w stanie sam się nakręcać przez specjalny system ochrony przed wstrząsami. Zastosowano w nim tourbillon, czyli urządzenie obiegowe wychwytu mające kompensować wpływ grawitacji.
Nieznana jest data pojawienia się pierwszego zegarka na rękę. Istnieje informacja, że w roku 1810, Breguet skonstruował zegarek na rękę dla królowej Neapolu i posiadał on numer 2639. Patek Philippe skonstruował zegarek o średnicy 8,46 mm, na słynną wystawę w Crystal Palace w Londynie, która odbyła się w roku 1868. W roku 1886 Girard Perregaux otrzymał zamówienie na zegarki dla oficerów Cesarskiej Floty Wojennej Niemiec. Rozwój techniki pozwalał na zmniejszenie rozmiarów zegarków, a także ich rozpowszechnienie. Powstały pierwsze zegarki naręczne, które rozprzestrzenią się dopiero na początku XX wieku. Pierwsze zakłady zajmujące się wyrobem zegarków i ich mechanizmów, wybierają Szwajcarię na miejsce swojej siedziby.